# Bartholomä
Bartholomä település Németországban, azon belül Baden-Württembergben. Lakosainak száma 2062 fő (2023. december 31.).

## Népesség
A település népessége az elmúlt években az alábbi módon változott:
| Lakosok száma | 1647 | 2041 | 2026 | 2030 | 2056 | 2126 | 2062 |
|               | 1975 | 2014 | 2017 | 2019 | 2021 | 2022 | 2023 |